# An Ros (ort i Irland)
An Ros (engelska: Rush) är en ort i republiken Irland. Den ligger i provinsen Leinster, i den östra delen av landet vid havet. An Ros ligger 0 till 19 meter över havet och antalet invånare är 9 231.
Terrängen väster om An Ros är platt. Inåt land finns jordbruksmark.